# Sokoleč
Sokoleč (Duits: Sokoletsch) is een Tsjechische gemeente in de regio Midden-Bohemen, en maakt deel uit van het district Nymburk.
Sokoleč telt 810 inwoners (2006).
Het dorp ligt volledig binnen de ring van Velim, een ringvormige spoorwegcircuit dat deel uitmaakt van het Tsjechisch testcentrum voor spoorwegmaterieel.
Běrunice · Bobnice · Bříství · Budiměřice · Čilec · Činěves · Dlouhopolsko · Dobšice · Dvory · Dymokury · Hořany · Hořátev · Hradčany · Hradištko · Hrubý Jeseník · Chleby · Choťánky · Chotěšice · Chrást · Chroustov · Jíkev · Jiřice · Jizbice · Kamenné Zboží · Kněžice · Kněžičky · Kolaje · Kostelní Lhota · Kostomlátky · Kostomlaty nad Labem · Košík · Kounice · Kouty · Kovanice · Krchleby · Křečkov · Křinec · Libice nad Cidlinou · Loučeň · Lysá nad Labem · Mcely · Městec Králové · Milčice · Milovice · Netřebice · Nový Dvůr · Nymburk · Odřepsy · Okřínek · Opočnice · Opolany · Oseček · Oskořínek · Ostrá · Pátek · Písková Lhota · Písty · Poděbrady · Podmoky · Přerov nad Labem · Rožďalovice · Sadská · Sány · Seletice · Semice · Senice · Sloveč · Sokoleč · Stará Lysá · Starý Vestec · Straky · Stratov · Třebestovice · Úmyslovice · Velenice · Velenka · Vestec · Vlkov pod Oškobrhem · Vrbice · Vrbová Lhota · Všechlapy · Vykáň · Záhornice · Zbožíčko · Zvěřínek · Žitovlice